# Controversieelverklaring
Een controversieelverklaring is in de Nederlandse politiek een middel waarmee bepaalde wetsvoorstellen en onderwerpen als controversieel worden aangemerkt en derhalve niet (meer) in behandeling worden genomen door de Eerste Kamer respectievelijk de Tweede Kamer der Staten-Generaal gedurende de periode waarin het kabinet demissionair is. Een controversieelverklaring betekent dat de behandeling tijdens die periode niet zinvol wordt geacht.

## Totstandkoming

### Eerste Kamer
Op 10 september 2010 werd de Procedureregeling besluitvorming tot eventuele controversieelverklaring van bij de Eerste Kamer aanhangige wetsvoorstellen ingevoerd. Hierin staat beschreven hoe een eventuele controversieelverklaring tot stand komt.
De Voorzitter van de Eerste Kamer stelt een lijst op met de wetsvoorstellen die op dat moment in behandeling zijn door de Eerste Kamer alsook de wetsvoorstellen die nog in de commissies worden besproken. De fracties doen aan de hand van deze lijst voorstellen om de behandeling van bepaalde wetsvoorstellen stil te leggen. In een vergadering van het College van Senioren wordt nagegaan in hoeverre die voorstellen door de andere fracties worden gesteund. In een plenaire vergadering wordt vervolgens besloten over een controversieelverklaring.
De voorstellen waarvan in de vergadering van het College van Senioren is gebleken dat een meerderheid in de Eerste Kamer deze steunt, worden in beginsel controversieel verklaard. Op verzoek van een der Kamerleden kan echter een stemming worden gehouden over afzonderlijke voorstellen. Daardoor is het toch mogelijk dat een voorstel waarvan in de vergadering van het College van Senioren niet is gebleken dat een meerderheid deze steunt, alsnog wordt aangenomen. 
Op 11 april 2017 vond op verzoek van de fractie van de PVV in de plenaire vergadering van de Eerste Kamer hoofdelijke stemming plaats over haar voorstel tot het controversieelverklaren van de Associatieovereenkomst tussen de Europese Unie en Oekraïne. Dit voorstel werd verworpen: 8 senatoren stemden voor controversieelverklaring, 62 senatoren stemden tegen; alleen de PVV stemde voor. Dit betekende dat de inhoudelijke behandeling van het wetsvoorstel in de Eerste Kamer kon doorgaan.

### Tweede Kamer
In de Tweede Kamer worden de voorstellen gedaan door deelcommissies tijdens een procedurevergadering. In een plenaire vergadering wordt uiteindelijk over de voorstellen besloten.